# 朱彩鳳
朱彩鳳（1966年9月4日—）為前臺灣女子籃球運動員。

## 籃球生涯
朱彩鳳從就讀佳里國中三年級時開始練籃球，國中畢業後加入台電女籃。高中就讀中興高中。1984年下半年，朱彩鳳加入華航女籃。
1985年11月，朱彩鳳作為台北市聯隊球員參賽城市杯女子籃球邀請賽，台北市聯隊以1988年奧運儲訓女籃B隊為主體與南亞女籃搭配成軍。
1986年2月1日，朱彩鳳獲選第36屆台灣省籃球聯賽明星球員。1986年全國自由杯女籃賽，朱彩鳳與亞東女籃鄧碧珍同以命中15顆三分球居與賽球員之冠。
1987年4月4日，朱彩鳳獲選第19屆大專籃球錦標賽明星球員。
1989年，朱彩鳳復出效力台元女籃，後因膝蓋改任台元女籃訓練員。1991年9月，朱彩鳳恢復註冊為球員。1993年，台元女籃將朱彩鳳升為訓練員，朱彩鳳結束籃球生涯。

### 國家隊生涯
1985年1月29日，朱彩鳳入選1985年瓊斯盃光華女籃。9月22日，朱彩鳳獲選1988年奧運中華女籃培訓隊40人名單，朱彩鳳被分在B隊，培訓隊於1986年1月解散。
1986年3月8日，朱彩鳳入選1986年亞錦賽中華女籃培訓隊14人名單。3月24日，朱彩鳳入選1988年奧運中華女籃第二期培訓隊40人名單。4月23日，朱彩鳳為1986年亞錦賽中華女籃最終12人名單。6月，中華女籃在亞錦賽獲得第三名，取得參加1986年世錦賽的亞洲區代表權。朱彩鳳在1986年世錦賽B組預賽中，以出手28次、投中11球、命中率39%，名列三分射手十傑。10月8日，朱彩鳳入選1988年奧運中華女籃第四期培訓隊16人名單。
1987年6月29日，朱彩鳳入選1987年瓊斯盃中華女籃。
1988年8月，因1988年NAIA女子籃球錦標賽冠軍球隊奧克拉荷馬市大學女子籃球隊訪臺，臺灣省體育會籌組臺灣省明星隊迎戰，朱彩鳳則入選臺灣省明星隊。

## 個人生活
朱彩鳳的父親朱田蓀在朱彩鳳1986年3月入選國家隊前一個月罹患淋巴癌。1986年7月10日，朱彩鳳的父親朱田蓀在三軍總醫院逝世，享年67歲。
1993年6月22日，朱彩鳳與棒球運動員林琨瀚舉行婚禮。1994年8月23日，朱彩鳳產下一子林聖勛。1995年11月14日，朱彩鳳產下二子林聖筑。

## 外部連結
- 朱彩鳳在fiba.basketball（英语）
- 朱彩鳳在archive.fiba.com（archived）（英语）